# Instituto Universitario Autónomo del Sur
El Instituto Universitario Autónomo del Sur fue un instituto dedicado a la enseñanza universitaria y técnica en las áreas de Informática, Administración y Marketing. Su sede central estaba ubicada en la calle Uruguay esquina Cuareim en la ciudad de Montevideo, Uruguay. En 2012 el Universitario Autónomo del Sur se integra a la Universidad de la Empresa como su nueva facultad de ingeniería.